# Rio Matarraña
O Rio Matarraña é um rio de Espanha, um afluente da margem direita do rio Ebro. Nasce em El Parrisal, lugar natural nos Portos de Beceite (Aragão). O curso alto do rio corre entre espectaculares desfiladeiros e cortados e entre frondosos bosques. Tem um comprimento de 97 km e corre em direcção Sul a Norte.

## Geografia
O rio nasce no termo municipal de Beceite (Teruel), na confluência de dois barrancos, ainda que as suas fontes e mananciais estão no coração dos Portos de Beceite a 1 300 msnm. Atravessa as populações de Beceite, Valderrobres e Mazaleón em Teruel, bem como também passa muito proximo de Torre del Compte ou La Fresneda. Entra na província de Zaragoza por Maella e discorre pelas populações de Fabara, Nonaspe e Fayón antes de desembocar no rio Ebro. Em seu curso final, durante um cortíssimo trecho, quase na desembocadura na zona do embalse de Riba-roja no Ebro, forma a fronteira natural entre as províncias de Tarragona e Zaragoza.
É um rio típico mediterrâneo, com um volume bastante irregular e escasso, com grandes crescidas na primavera e outono e estiagem no verão. Além disso conta em todo o seu curso com um ecossistema mediterrâneo muito bem conservado.
Em sua cabeceira o Matarraña é um rio com um importante volume relativo pese ao reduzido da sua bacia (11 l/s/km²) com uma importante contribuição subterrânea, ainda que este volume vê-se muito mermado por um transvase situado a poucos quilómetros do seu nascimento e que sangra de maneira considerável o seu volume, reduzindo-o a tal ponto que não se recupera até receber a seu mais importante afluente na cabeceira, o rio Ulldemó. Mais abaixo já em Valderrobres recebe ao regulado (pelo embalse de Pena) rio Pena que contribui volumes importantes na época estival. Recebe na sua bacia média ao rio Tastanvins cuja contribuição é a mais importante mas também a mais irregular. Por último recebe ao rio Algás quase ao final do seu curso.

## Volume
Devido à proximidade do mar Mediterrâneo, a bacia padece, periodicamente, de fortes temporais que têm feito atingir impressionantes volumes superiores aos 2 000 m³/s na desembocadura do rio Ebro.
Na cabeceira do rio está o embalse de Pena situado na sua afluente do mesmo nome e com importantes contribuas de um controvertido transvase do Matarraña ao Pena que em ocasiões deixa o rio com um volume muito escasso a seu passo por Beceite.
Além do Embalse de Pena, o rio conta com várias balsas laterais que garantem os volumes no verão, a mais destacável a balsa de Valcomuna (com 2,2 hm³) e que são um exemplo mundial de reserva de água sem afectar ao ecossistema do rio.

## Ecologia
É o rio mediterrâneo melhor conservado do planeta. Não conta em todo o seu curso com nenhuma represa artificial de importância (as últimas atuações de regulação se fizeram em barrancos laterais construindo balsas sem afectar ao vale), a pureza das suas águas tem sido sempre única e a diversidade de habitats e espécies fazem deste rio uma autêntica jóia, ainda que nestes últimos anos estão a aparecer problemas (antes desconhecidos) de contaminação que repercutem seriamente na população de barbos, madrilhas e trutas.
É dos poucos rios espanhóis nos que ainda se conserva o caranguejo autóctono.